# سامانه دوچرخه اشتراکی

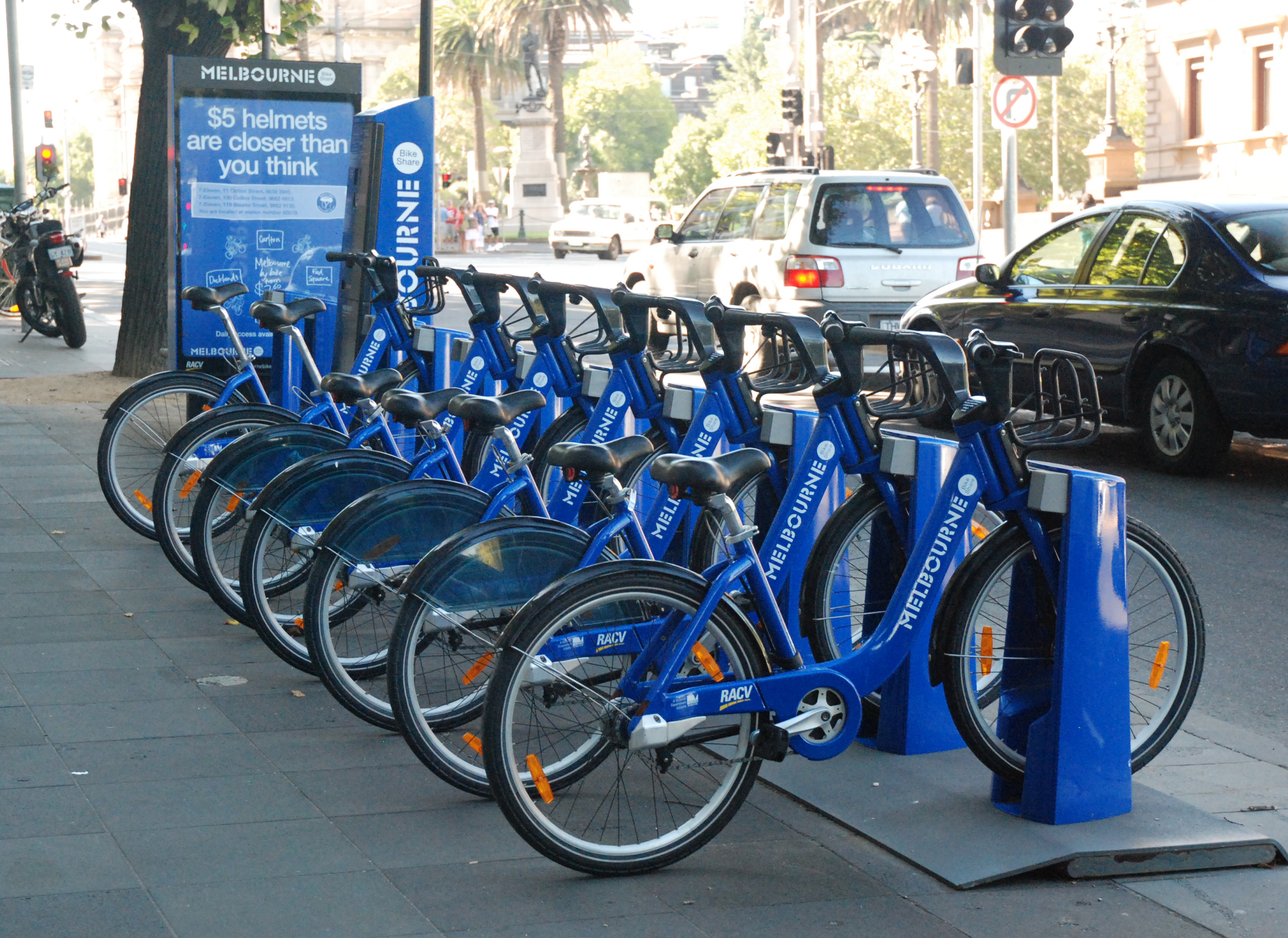
سامانه اشتراک دوچرخه‌ها در ملبورن

سامانه دوچرخه اشتراکی یا سامانه دوچرخه عمومی یک خدمت است که در آن دوچرخه به صورت رایگان یا در مقابل وجهی در اختیار افراد قرار می‌گیرد. در بسیاری از سامانه‌ها افراد دوچرخه را از یک ایستگاه تحویل گرفته و به ایستگاهی دیگر در همان سامانه تحویل می‌دهند. این ایستگاه‌ها شامل جایگاهی برای دوچرخه است که دوچرخه در آن توسط یک سامانه رایانه‌ای قفل و باز می‌شود. کاربر مشخصات خود را در ایستگاه مبدأ به سامانه می‌دهد (این کار از راه‌های گوناگونی مانند کارت هوشمند، کد شناسایی و رمز یا تلفن همراه امکان‌پذیر است) دوچرخه باز می‌شود و سپس در ایستگاه مقصد دوباره دوچرخه را قفل می‌کند. در برخی از سامانه‌ها قفل بر روی خود دوچرخه است؛ که کاربر با به‌کارگیری گوشی هوشمند نزدیک‌ترین دوچرخه به خود را در نقشه پیدا می‌کند و قفل آن را باز می‌کند.

## تاریخچه
نخستین سامانه‌ها توسط انجمنهای مردمی یا گروه‌های خیریه جهت خدمات به مردم بی بضاعت یا کاهش آلودگی هوا و حفاظت محیط زیست اجرا شده‌اند؛ که در ادامه نگاه تجاری و کسب درآمد از طریق اجاره دوچرخه‌ها نیز مطرح شد.
نخستین مستندات مبتنی بر استفاده دوچرخه اشتراکی به سال ۱۹۶۵ برمی گردد که گروه Provo نقاشی پنجاه دوچرخه سفید را برای استفاده رایگان عموم بر روی دیوار نقاشی کردند.
ارنست کالنباچ در رمان آرمان شهری خود در ۱۹۷۵ آرمان شهری را توصیف می‌کند که در آن سوخت فسیلی استفاده نمی‌شود و دوچرخه اشتراکی جایگزین سامانه‌های ترابری شده‌است.
در سال ۱۹۹۵ یک طرح با ۳۰۰ دوچرخه که با انداختن سکه کار می‌کردند در گپنهاگن دانمارک راه اندازی شد. این ایده پس از آنکه دوچرخه دو نفر از اهالی این شهر دزدیده شد در میانه شب به ذهنشان رسید.
دوچرخه اشتراکی در طول این دو دهه بشدت رشد کرده‌اند. ۱۵ شرکت بزرگ در جهان این سامانه را ارائه می‌دهند که ۱۳ تای آن‌ها چینی هستند.

## طبقه‌بندی

### ایستگاه اجاره دوچرخه (نسل نخست)

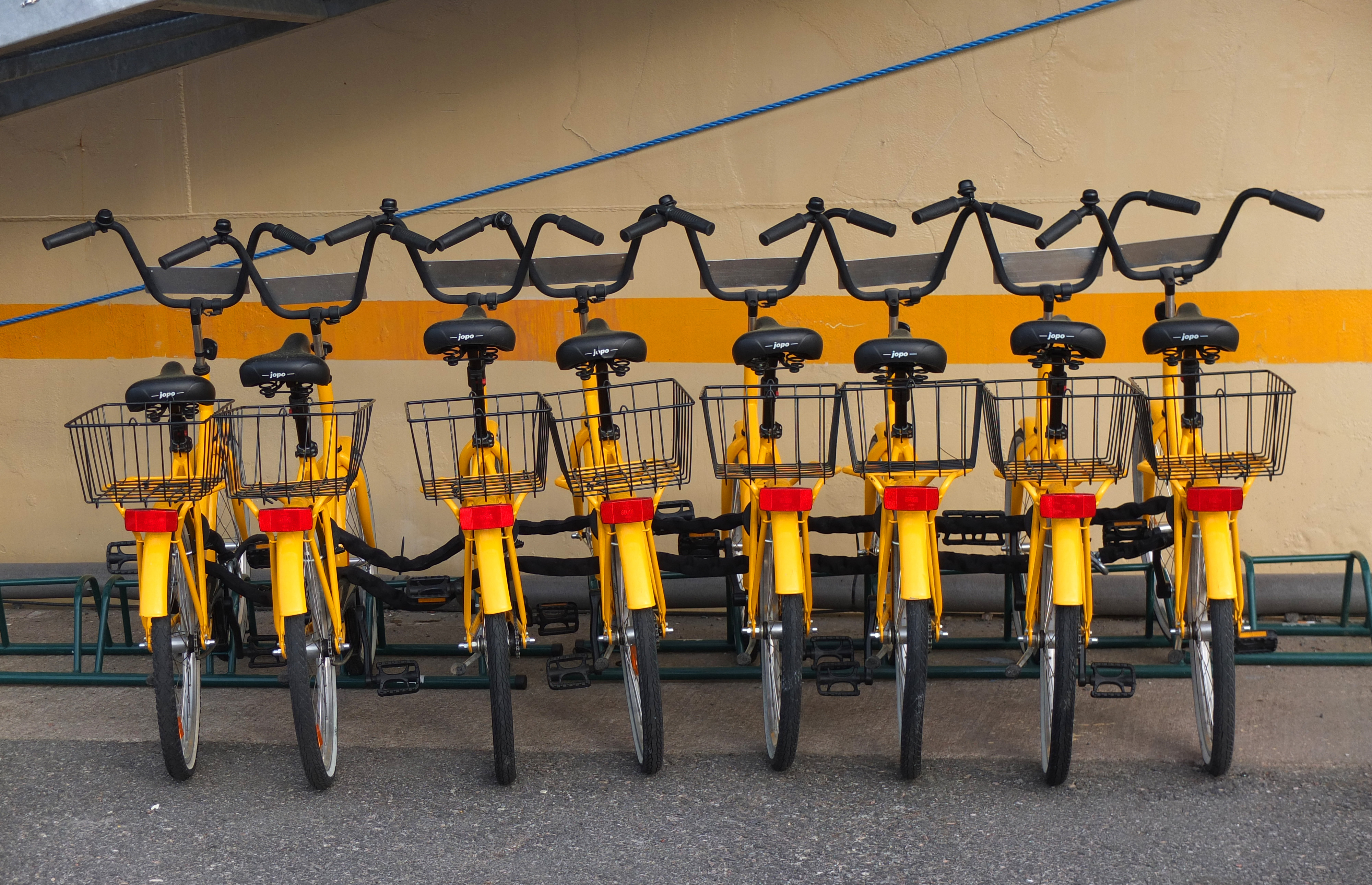
اجاره دوچرخه در تورکو، فنلاند

نخستین نسل از سامانه‌های اشتراک دوچرخه ایستگاه اجاره دوچرخه است. در این سامانه دوچرخه از ایستگاه اجاره یا قرض گرفته می‌شود. این سامانه معمولاً برای گردشگرها یا در پارک‌ها برای استفاده عموم قرار می‌گیرد. در برخی مدارس برای استفاده دانش آموزانی که دوچرخه ندارند نیز این امکان فراهم می‌شود. در برخی از سامانه‌ها اجاره به وسیله سامانه رایانه‌ای و در برخی دیگر با به‌کارگیری یک گرداننده انجام می‌گیرد.
در نمونه‌های پیشرفته تر چندین ایستگاه به صورت شبکه متصل به هم کار می‌کنند. دوچرخه از یک ایستگاه گرفته و در ایستگاه دیگر تحویل داده می‌شود. در این سامانه‌ها یا کاربران تشخیص هویت می‌شوند یا مبلغی را به عنوان امانت در ایستگاه می‌گذارند. بلغ امانت پس از تحویل دوچرخه به آن‌ها پس داده می‌شود. سامانه دوچرخه EnCicla در مدلین کلمبیا در سال ۲۰۱۱ با ۶ ایستگاه گرداننده‌ای و در ادامه با ۳۲ ایستگاه رایانه‌ای خودکار و ۱۹ گرداننده‌ای پیاده‌سازی شد. این سامانه ترکیبی از سامانه‌های نسل اول و سوم است.
اجاره درازمدت
در این طرح دوچرخه به صورت درازمدت مثلاً چندماه به کاربران امانت داده می‌شد. متوسط به‌کارگیری این سامانه بسیار کمتر از سامانه‌های دیگر بود. حدود سه سفر در روز در مقایسه با سامانه‌های معمولی با متوسط ۱۵ سفر در روز، این تفاوت فراهم‌کننده اهداف دوچرخه اشتراکی نمی‌باشد. اما عادت استفاده‌کنندگان و راحتی بیشتر آن‌ها با دوچرخه‌ای که مختص خودشان است از مزایای این سامانه است. نگهداری بهتر از دوچرخه و خرابی کمتر نیز از دیگر مزایای این سامانه است. این سامانه به سامانه کتابخانه‌ای نیز معروف است. در کتابخانه‌های عمومی یک کتاب برای درازمدت قرض داده می‌شود.
میزان پایین متوسط به‌کارگیری دوچرخه در این سامانه، درآمد حاصل از آن را نیز به شدت پایین می‌آورد و از نظر تجاری توجیهی برای سرمایه‌گذاری در این زمینه وجود ندارد. به همین دلیل این سامانه‌ها بیشتر با حمایت‌های شهرداری‌ها و سازمان‌های خیری یا دیگر بخش‌های حمایتی قابل اجرا هستند.

### سفید دوچرخه

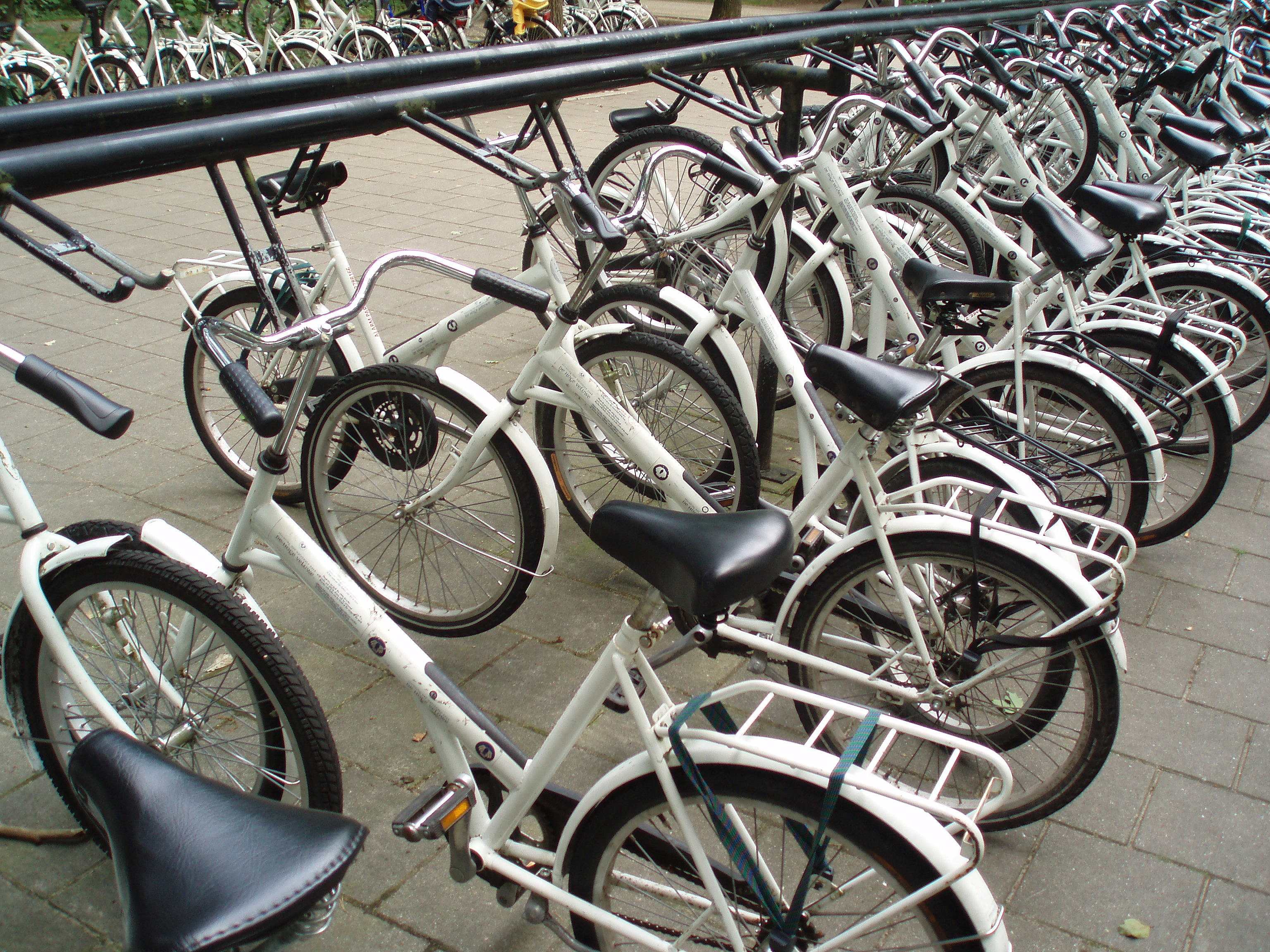
دوچرخه سفید به صورت رایگان در پارک ملی Hoge Veluwe هلند

در این نسل دوچرخه‌ها بدون هیچ قفل یا امنیتی در شهر یا منطقه‌ای مشخص رها می‌شوند. کاربران به صورت رایگان و بدون هیچ شناسایی از این دوچرخه‌ها استفاده می‌کنند. این سامانه گزینه مناسبی برای مناطق محدود مانند دانشگاه‌ها است. اما برای استفاده در مناطق شهری با مشکلاتی روبرو است. یکی از این مشکلات عدم توزیع یکنواخت است. ممکن است در برخی مناطق شاهد ازدحام دوچرخه‌ها و بی نظمی در چهره شهر باشیم و در برخی از مکان‌ها دوچرخه‌ای برای استفاده نباشد. همچنین رها کردن دوچرخه‌ها در همه جا نیز باعث زشت شدن چهره شهر می‌شود و نیز کاربران را برای یافتن این دوچرخه‌ها با مشکل روبرو می‌کند. از مزایای این سامانه رایگان بودن آن است که کاربران را به به‌کارگیری آن مشتاق می‌کند. همچنین کاربران می‌توانند مسیری را با دوچرخه رفته اما به هر دلیلی برای بازگشت از وسیله دیگری استفاده کنند. عدم وجود امنیت و شناسایی کاربران در این سامانه باعث نرخ بالای سرقت و خرابکاری شده‌است. بیشتر پروژه‌های از این سبک پس از چند سال رها شدند و دیگر ادامه نیافته‌اند. به عنوان مثال پروژه دوچرخه زرد شهر پورتلند در ایالت اورگن ایلات متحده آمریکا پس از ۳ سال حمایت رها شده بود. درحالی‌که دیگر پروژه‌ها بیش از ده سال از عمر موفقشان می‌گذرد.

### ایستگاه سپرده امانت

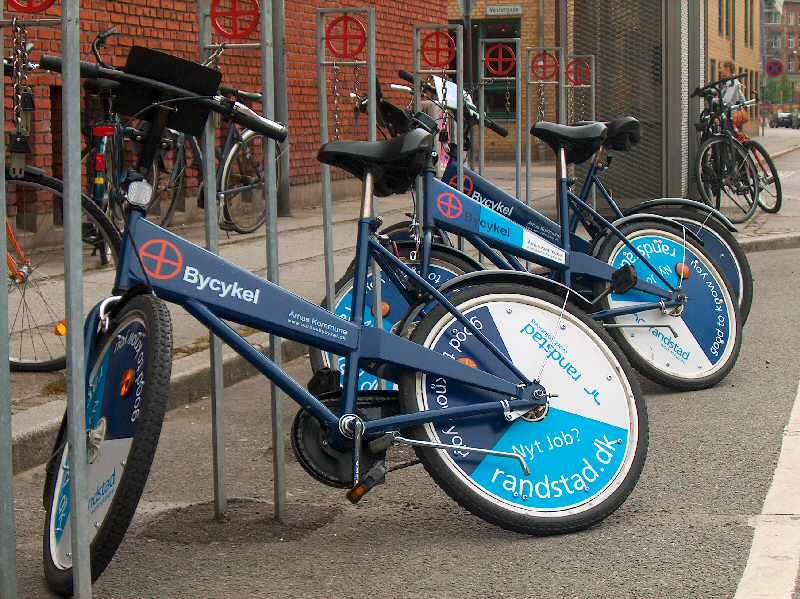
سه دو چرخه در یک ایستگاه سپرده امانت آرهوس شهر دوچرخه

دومین نسل سامانه اشتراک دوچرخه را دو فرد اهل کپنهاگن دانمارک در سال ۱۹۸۹ ارائه دادند. زمانی که نیمه شب دوچرخه‌شان به سرقت رفت به فکر این سامانه افتادند. آن‌ها پیش‌بینی کردند که یک سامانه اشتراک گذاری دوچرخه می‌تواند در هر زمان دوچرخه مورد نیاز مردم را فراهم کنند. آن‌ها یک دوچرخه اقتصادی با لاستیک‌های سنگی و رینگی با امکان نصب آگهی تبلیغاتی طراحی کردند. در این روش کاربران مبلغی را به عنوان امانت به یک ایستگاه می‌سپردند و دوچرخه‌ای را امانت می‌گرفتند. پس از پایان سفر دوچرخه را به نزدیکترین ایستگاه تحویل داده و مبلغ امانت گذاشته شده را پس می‌گیرند. مدت زمان امانت گرفتن در این سامانه بدون محدودیت بود. عدم شناسایی کاربران، پایین بودن امنیت و همچنین کم بودن مبلغ امانت در مقایسه با قیمت دوچرخه، امکان سرقت را بشدت بالا می‌برد. اما ظاهر شناخته شده این دوچرخه‌ها برای مردم و پلیس امکان رهیابی راحت را فراهم کرده‌است؛ و پیرو آن انگیزه سرقت نیز پایین می‌آید. این سامانه نخستین بار در دو شهر کوچک دانمارک در سال ۱۹۹۱ با ۲۶ دوچرخه و ۴ ایستگاه افتتاح شد. در سال ۱۹۹۵ برای نخستین بار در مقیاس بزرگ ۸۰۰ دوچرخه در کپنهاگ به عنوان Bycyklen اجرا شد. بیشتر شهرت این سامانه برای اجرای آن در هلسینکی (۲۰۰۰–۲۰۱۰) و وین (۲۰۰۲) و در آرهوس ۲۰۰۳.

### ایستگاه‌های خودکار

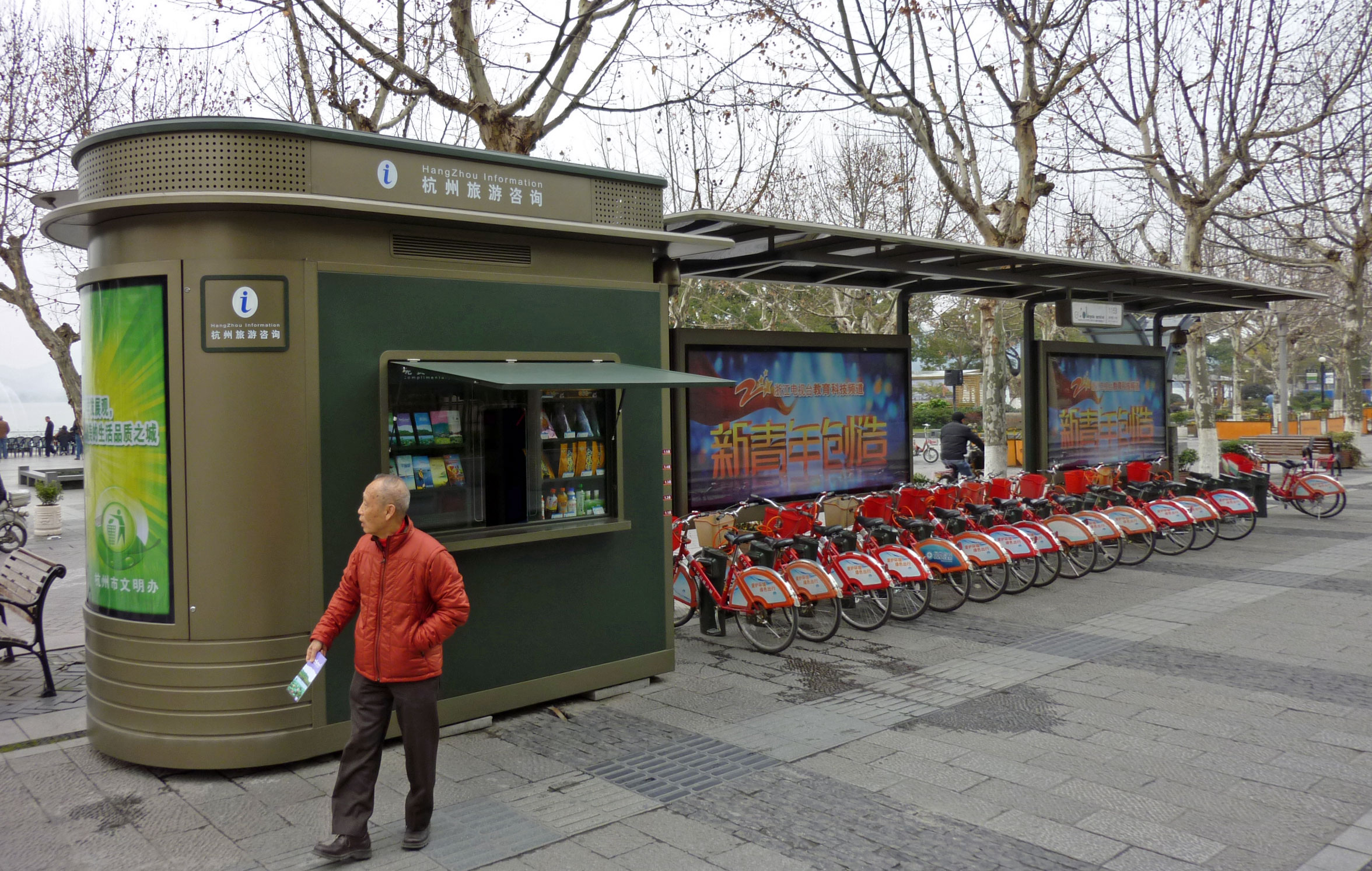
ایستگاه دوچرخه در چین متعلق به بزرگترین شرکت دوچرخه اشتراکی جهان Hangzhou

نسل سوم دوچرخه‌های اشتراکی یا ایستگاه اشتراک گذاری خودکار دوچرخه، در این نسل دوچرخه‌ها در یک ایستگاه قفلند. کاربر دوچرخه را در ایستگاه مبدأ تحویل می‌گیرد و پس از انجام سفر به ایستگاه مقصد تحویل می‌دهد. این ایستگاه‌ها شامل قفل‌هایی برای قفل کردن دوچرخه هستند. قفل و بازکردن دوچرخه‌ها تنها با به‌کارگیری سامانه رایانه‌ای امکان‌پذیر است. کاربران از پیش ثبت نام شده و دارای عضویت سامانه هستند. این عضویت می‌تواند با کارت هوشمند یا تلفن هوشمند یا هر روش دیگری باشد. زمان اجاره دوچرخه در این سامانه‌ها معمولاً کوتاه مدت است مثلاً حدود چند ساعت. یکی از معایب بزرگ نسل‌های پیشین ضرر ناشی از سرقت یا خرابکاری بوده‌است؛ که با شناسایی دقیق یا گرفتن ضمانت در این سامانه امکان نگهداری بهتر از این سرمایه فراهم شده‌است. زیرا امکان جبران خسارت یا کشف و پیگیری سارقان و خرابکاران در این سامانه بیشتر است.
این سامانه به دلیل به‌کارگیری سامانه خودکار بجای گرداننده در ایستگاه‌ها باعث صرفه‌جویی بسیاری می‌شود. همچنین به دلیل شناسایی کاربران امکان خرابی و سرقت بشدت کم می‌شود. اما در مقایسه با نسل بعدی هزینه‌های بیشتری را تحمیل می‌کند که این هزینه‌ها بخاطر ایجاد شمار بسیاری ایستگاه در سطح شهر است. اما این نسل برای دوچرخه الکتریکی گزینه بهتری هستند زیرا از ایستگاه‌های آن می‌توان برای شارژ دوچرخه‌ها استفاده کرد.

### دوچرخه شناور

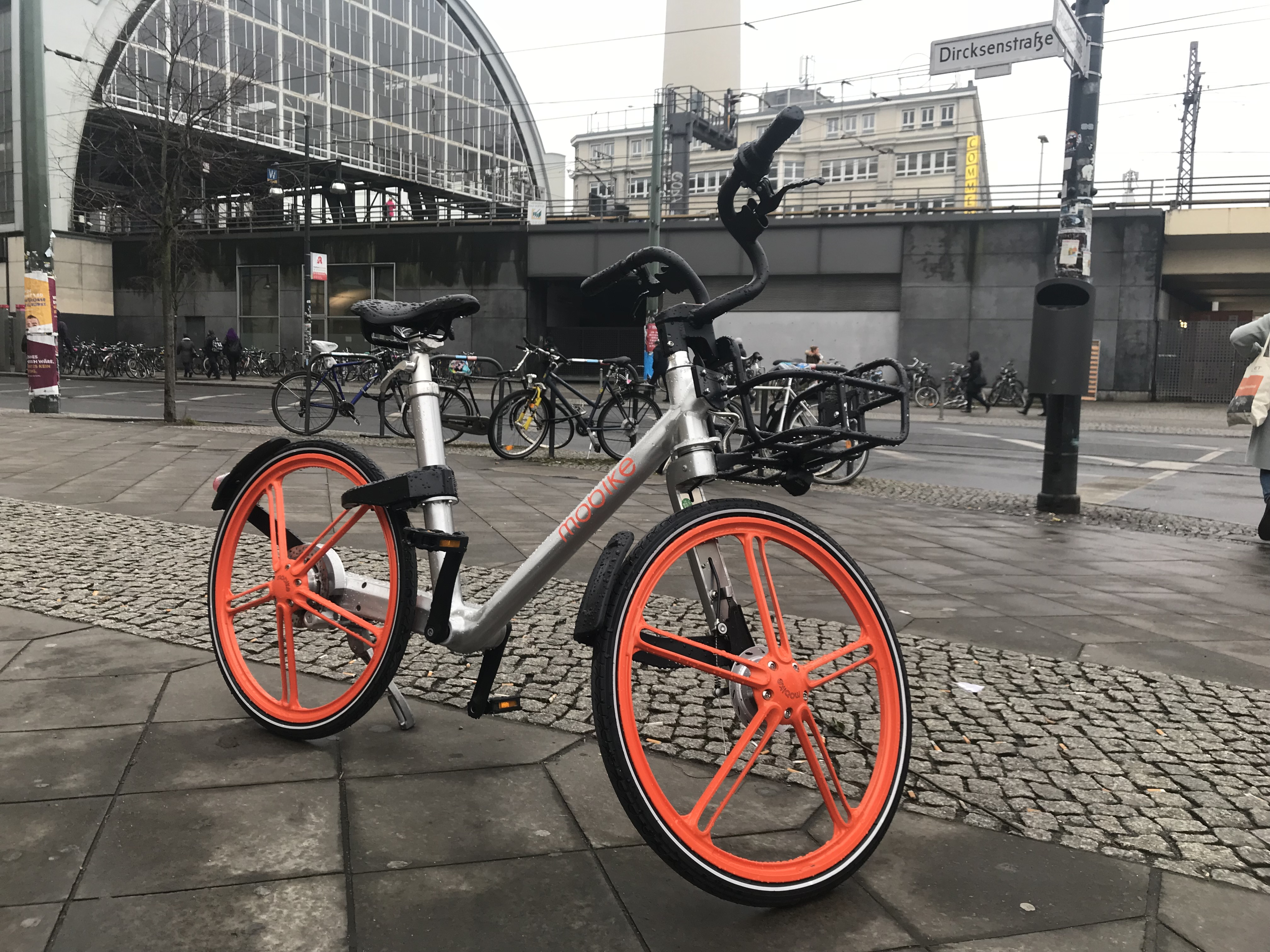
دوچرخه موبایک بزرگترین گرداننده اشتراک دوچرخه در جهان

در چهارمین نسل از دوچرخه اشتراکی دیگر نیازی به ایستگاه نمی‌باشد و یک قفل بر روی خود دوچرخه جایگزین آن شده‌است. نخستین نسخه از این سامانه یک قفل با کلید ترکیبی بر روی دوچرخه نصب شده‌است. کاربر از پیش ثبت نام شده‌است و با تماس با پشتیبانی سامانه رمز قفل را دریافت می‌کند. پس از پایان سفر دوچرخه را قفل می‌کند و دوباره برای تحویل دوچرخه با پشتیبان تماس می‌گیرد. این سامانه در سال ۱۹۹۸ توسط دویچه بان مطرح شد. دویچه بان این سامانه را در سال ۲۰۰۰ پیاده‌سازی کرد. ابتدا از پیامک و تماس تلفنی برای قفل و بازکردن استفاده شد و سپس از نرم‌افزار موبایل. پیشرفت‌های اخیر فناوری و به‌کارگیری GPS، تلفن‌های هوشمند و فراگیر شدن شبکه‌های اینترنت همراه باعث بهبود این سامانه شد. در چین Ofo و Mobike دوچرخه‌های خود را با میلیون‌ها نفر در صدها شهر به اشتراک گذاشته‌اند. در این سامانه دیگر نیازی به پارک دوچرخه در ایستگاه‌ها نیست و کاربر دوچرخه را هر جا که بخواهد قفل می‌کند و آن را رها می‌کند. کاربر بعدی که قصد به‌کارگیری دوچرخه را دارد با به‌کارگیری GPS نزدیکترین دوچرخه را بر روی نقشه پیدا می‌کند. بیش از ۳۰ شرکت چینی در این زمینه فعال هستند.
عدم نیاز این سامانه به ایجاد زیرساخت‌های فیزیکی گسترده باعث رشد سریع این گونه شده‌است. اما بی نظمی ناشی از این سامانه باعث نارضایتی بسیاری شده‌است. رها کردن دوچرخه‌ها در سطح پیاده‌روهای شهر باعث ایجاد مشکلاتی شده‌است که وضع قوانین جدید سعی در رفع آن دارد.
در برخی از پروژه‌ها با ترکیب نسل سوم و چهارم سعی در رفع این مشکل داشتند. مانند شرکت Nextbike در آلمان.
بابیش از ۷۰ درصد دوچرخه‌های اشتراکی چین از این نسل هستند. پکن به تنگهداری ۲٫۳۵ میلیون دوچرخه اشتراکی از ۱۵ شرکت را در خود جای داده‌است.
در ایالات متحده نیز این سامانه در حال گسترش است اما همچنان با مشکل پارک در جاهای غیرقانونی دست و پنجه نرم می‌کنند.

## هدف از دوچرخه اشتراکی
دلایل و اهداف مختلفی برای به‌کارگیری سامانه دوچرخه اشتراکی وجود دارد که در ادامه به آن‌ها اشاره می‌شود. به عنوان یک سامانه حمل نقل رایگان یا ارزان برای مسیرهای کوتاه می‌توان از دوچرخه‌های اشتراکی استفاده کرد. به عنوان تکمیل‌کننده سامانه‌های ترابری مرسوم مانند اتوبوس و قطار شهری می‌توان از آن استفاده کرد. کاربر برای رسیدن به نزدیک‌ترین ایستگاه‌ها یا مسیرهای می‌تواند از دوچرخه استفاده کند. همچنین می‌توان از آن به عنوان یک وسیله تفریحی برای گردشگران و شهروندان استفاده کرد. به‌کارگیری دوچرخه باعث کاهش آلودگی‌های بصری، صوتی و هوا می‌شود که معضل اصلی همه کلانشهرهای جهان هستند.
مردم نیز به دلایلی مایل به به‌کارگیری این سامانه هستند. این دلایل عبارتند از: نگرانی از احتمال سرقت یا خراب‌کردن دوچرخه، پیدا کردن پارکینگ و هزینه نگهداری از دوچرخه.
برخی از سامانه‌های دوچرخه اشتراکی رایگانند اما بیشتر آن‌ها به ازای هر سفر باید مبلغی پرداخت شود یا مبلغی به عنوان آبونمان برای مدتی پرداخت می‌شود و در همه این مدت کاربر می‌تواند هر زمان که مایل بود از دوچرخه‌ها استفاده کند. البته می‌شود از ترکیب این دو نیز استفاده کرد.

### مکمل سامانه‌های رایج
در بسیاری از سامانه‌های ترابری از دوچرخه به عنوان یک تکمیل‌کننده استفاده شده‌است. مثلاً برای رسیدن از ایستگاه مترو به مقصد پایانی از دوچرخه استفاده می‌شود. مثلاً شرکت راه‌آهن ملی آلمان از یک سامانه دوچرخه‌ای با نام Call a Bike برای تکمیل سامانه ریلی استفاده کرده‌اند.
در گوانژو چین اتوبوس‌های سریع با یک سامانه دوچرخه سواری تکمیل شده‌اند.
شرکت ترابری Santander Cycles در لندن یک سامانه دوچرخه اشتراکی متعلق به خود را راه اندازی کرد.
در مدلاین آمریکا سامانه دوچرخه اشتراکی EnCicla به دیگر سامانه‌های ترابری مانند مترو متصل شده‌است.

### همکاری با پارکینگ‌ها
برخی از پارکینگ‌ها مانند داوینچی پارک در فرانسه به مشتریان خود برای مسیرهای کوتاه دوچرخه قرض می‌دهند.

### همکاری با سامانه‌های اشتراک خودرو
CarShare یک سامانه اشتراک خودرو در سانفرانسیسکو است که با یک سامانه دو چرخه اشتراکی الکتریکی ادغام شده‌است.

## تأمین مالی
هزینه تأمین مالی این سامانه قالبا از کمک‌های خیریه، تبلیغات، سرمایه‌گذاری شرکت‌های خصوصی و کمک‌های دولتی تأمین می‌شود.

### هزینه‌های کاربر
مبلغ اجاره دوچرخه برای کاربران به صورت روزانه ۰٫۵ تا ۳۰ دلار در روز و برای ۱۵ تا ۲۰ دقیقه چند سنت تا یک دلار است. بسیاری از سامانه‌های اشتراک ماهیانه‌ای را پیشنهاد می‌کنند که سفرهای کوتاه در حد ۳۰ دقیقه مجانی و دیگر سفرها نیز با قیمت ارزانتری حساب می‌شوند.

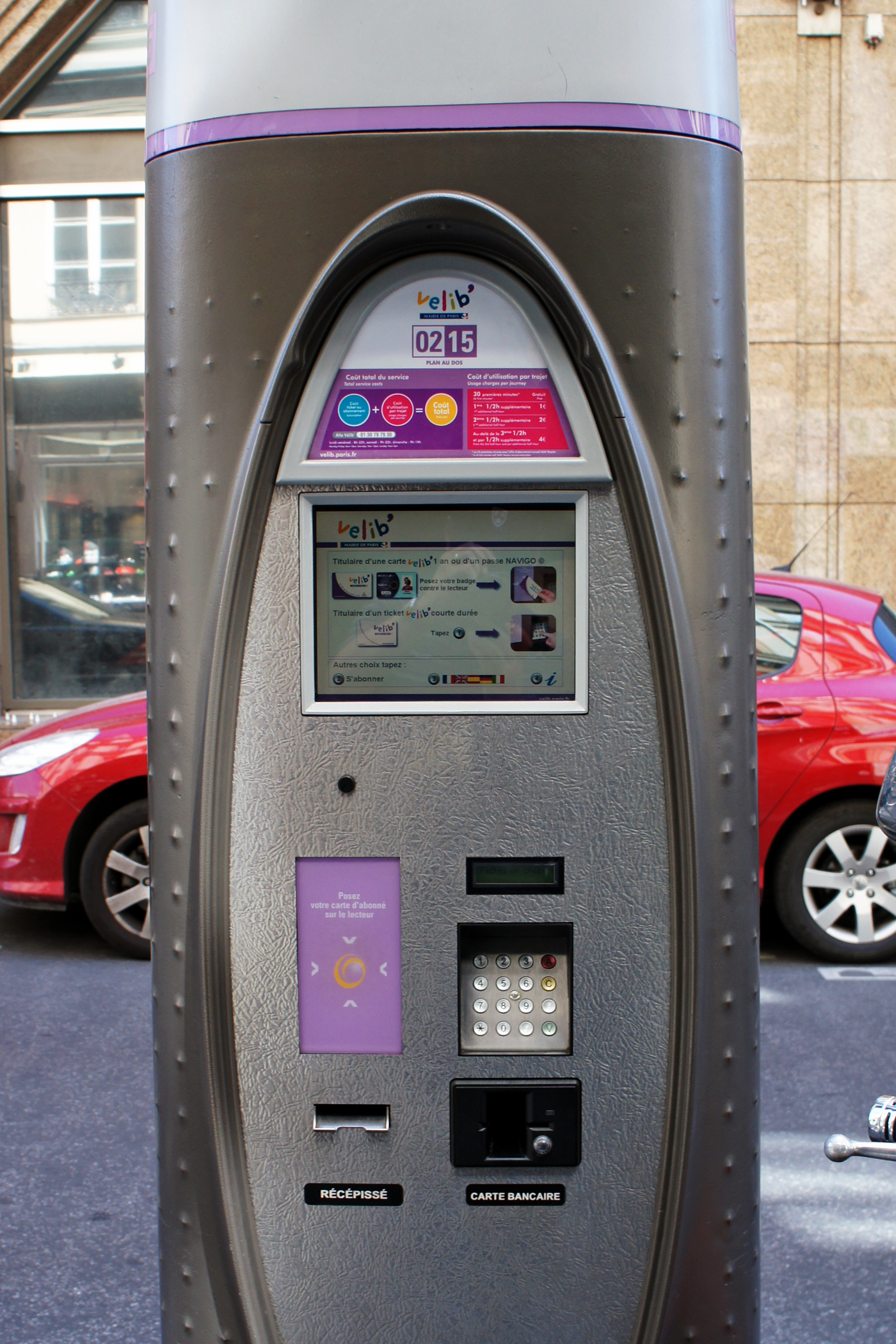
پاریس، ایستگاه اجاره خودکار دوچرخه Velib با به‌کارگیری کارت خوان بانکی

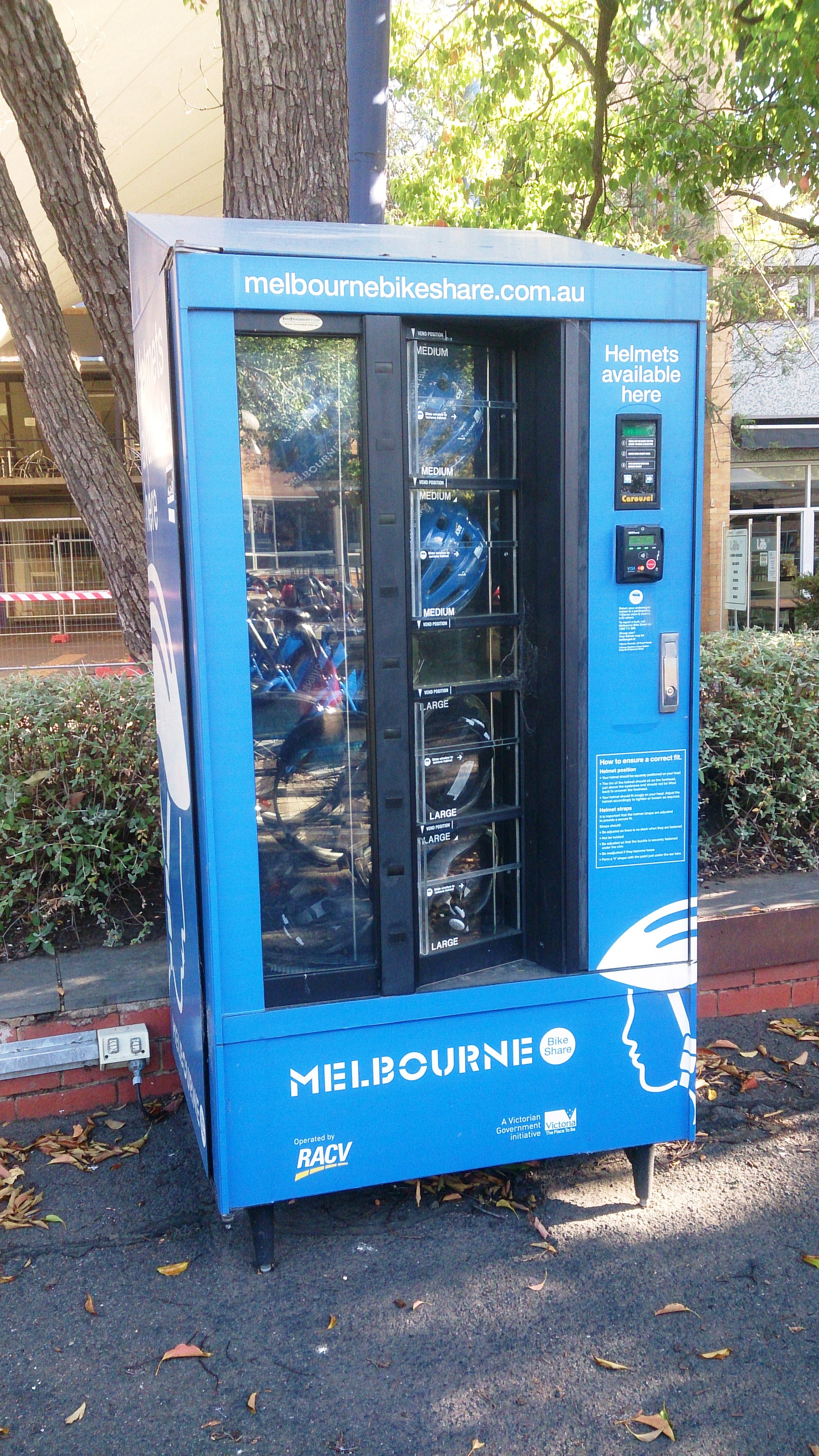
کیوسک اجاره خودکار کلاه ایمنی در دانشگاه ملبورن

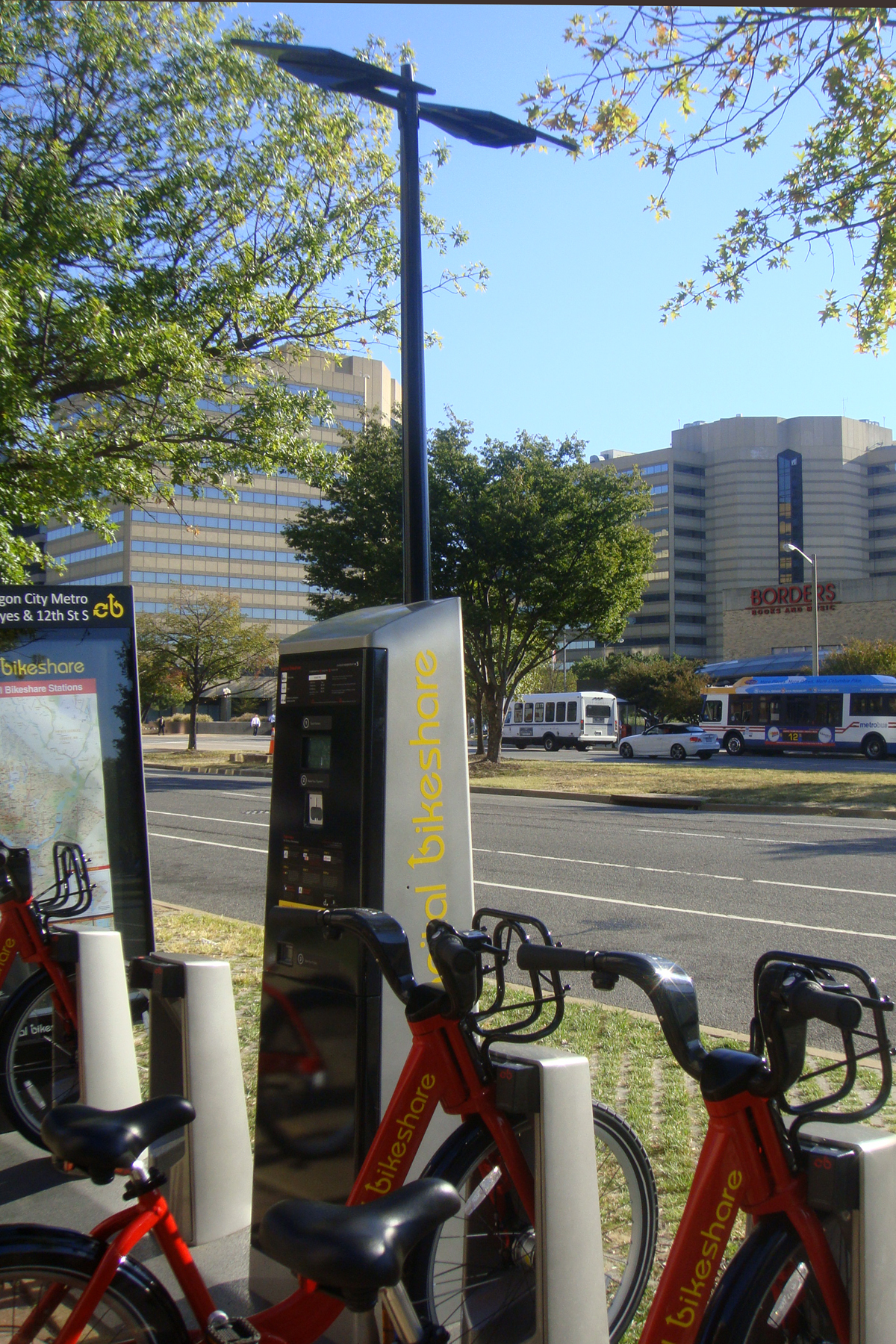
ایستگاه دوچرخه اشتراکی در واشینگتن دی سی و حومه که با پنل‌های خورشیدی شارژ می‌شوند.

هر دوچرخه ممکن است در طول روز میان ۱۰ تا ۱۵ سفر را برای افراد مختلف خدمات دهد که حدود ۱۰٬۰۰۰ کیلومتر در سال می‌شود (شهر لیون فرانسه).
متوسط فاصله میان دو ایستگاه ۳۰۰ تا ۴۰۰ متر است.

## تأثیرات

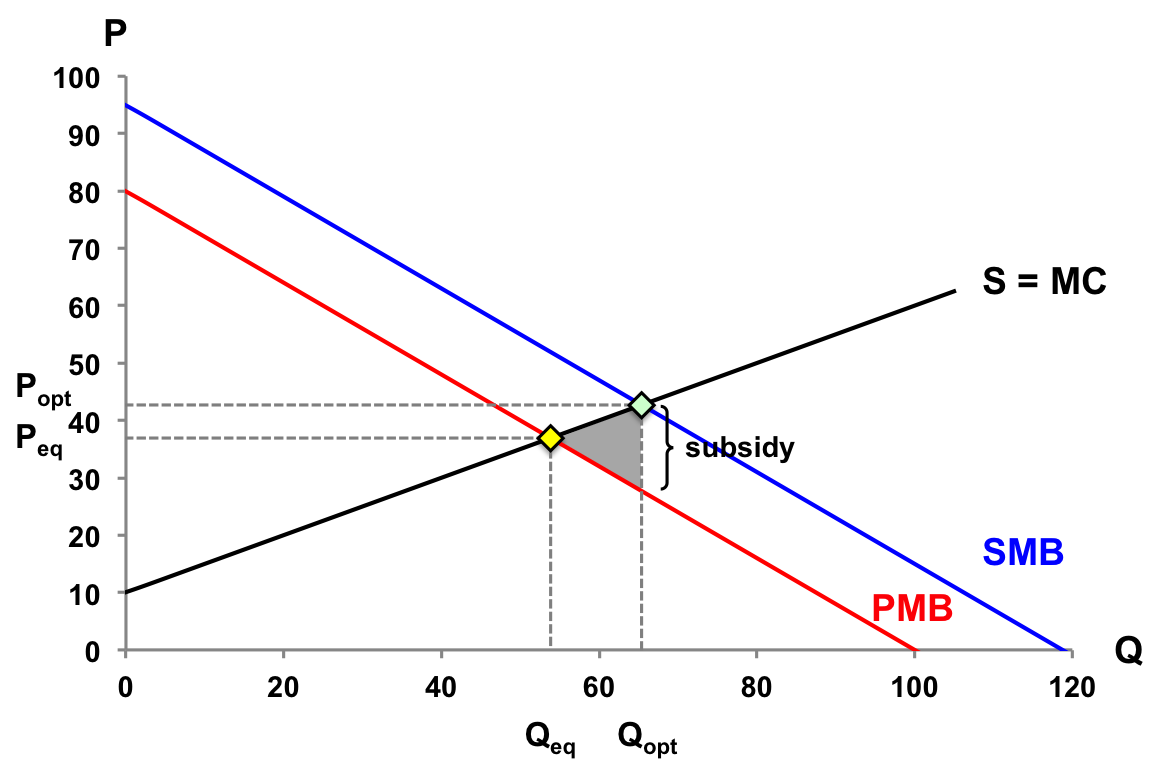
نموداری که بازاری را با اثرات خارجی مصرف مثبت نشان می دهد. منحنی هایی که عرضه، سود حاشیه ای خصوصی (تقاضا) و سود حاشیه ای اجتماعی را نشان می دهند نشان داده شده است. تعادل و قیمت ها و مقادیر بهینه مشخص شده است. کاهش وزن مرده به عنوان مثلث خاکستری نشان داده می شود و اندازه یارانه مورد نیاز برای درونی کردن عوامل خارجی مشخص شده است.

### کاهش ترافیک
دوچرخه‌های اشتراکی باعث کاهش ترافیک در مناطق شلوغ شهر شده‌است. بر اساس تجربه ثابت شده‌است که میزان کاهش ترافیک در شهرهای مختلف متفاوت است. مثلاً در واشینگتن سفرهای با به‌کارگیری دوچرخه نسبت به به‌کارگیری ماشین ۸ درصد است در حالی که این مقدار برای مینیاپولیس ۲۰ درصد است. در یک تحقیق دیگر مشخص شد که اجرای این طرح در واشینگتن باعث کاهش ۳درصدی میزان ترافیک این شهر شده‌است. یک پژوهش در پکن و گوانگژو چین نشان داد که اجرای طرح دوچرخه شناور باعث کاهش محسوس سفرهای زیر پنج کیلومتر شده‌است. به‌کارگیری دوچرخه شناور باعث جهش مثبتی در شهر گوانگژو شده‌است.

### کاهش آلودگی
با کاهش به‌کارگیری وسائل حمل نقل سوختی آلودگی هوا نیز کاهش می‌یابد. بر اساس پژوهش‌ها میزان صرفه‌جویی سوخت ناشی از اجرای طرح دوچرخه اشتراکی در واشینگتن تقریباً ۱٫۲۸ میلیون دلار بوده‌است. با اجرای این طرح در استرالیا در سفرهای زیر پنج کیلومتر حدود ۱٫۵ کیلوگرم در ساعت از میزان CO2 انتشار شده در کم شده‌است.

## سفر سالم
با وجود اینکه دوچرخه سواری بدون کلاه ایمنی باعث صدمه به سر در هنگام تصادف می‌شود اما دوچرخه سواری تأثیرات بسیار مثبتی روی سلامت جامعه دارد. دوچرخه سواری یک ورزش خوب و راهی برای کاهش استرس است. یک تفریح بسیار خوب که باعث افزایش شادی در جامعه می‌شود. همچنین باعث مبارزه با افزایش وزن، کاهش بیماری‌های قلبی تا ۸۲ درصد، کاهش دیابت تا ۵۸ درصد می‌شود. دوچرخه سواری طیف گسترده‌ای از مزایای جسمی و روانی را برای شخص و جامعه به دنبال دارد.

### کاهش پارکینگ ماشین‌ها
دوچرخه اشتراکی مخصوصاً نسل سوم (ایستگاهی) باعث اشغال مکان‌هایی می‌شود که پیش‌تر برای پارکینگ ماشین‌ها یا دیگر اماکن می‌شود. هر ۶ تا ۸ دوچرخه به اندازه یک ماشین فضا اشغال می‌کنند. این آمار نیز بیان‌کننده دیگر مزایای سامانه دوچرخه اشتراکی است. البته اشغال این مکان‌ها در دوچرخه شناور بسیار کمتر است.

### بی نظمی شهر
در برخی از شهرها که طرح دوچرخه شناور را اجرا کرده‌اند، رها کردن دوچرخه در خیابان‌ها و پیاده‌روها باعث سد مسیرها و بی نظمی شده‌است.

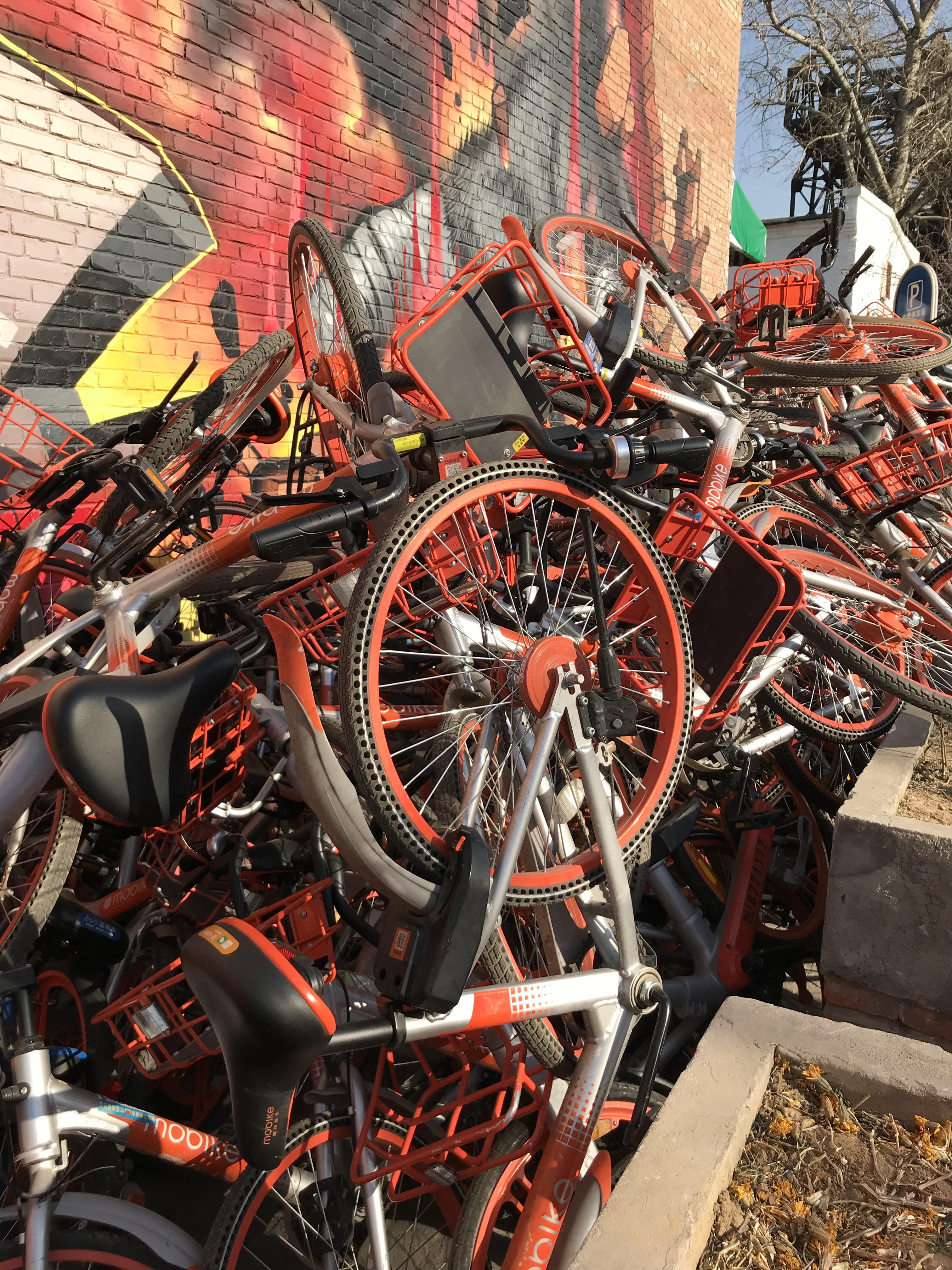
مسدود شدن یک خیابان در ناحیه ۷۹۸ پکن بر اثر تلانبار شدن دوچرخه‌های گرداننده دوچرخه اشتراکی موبایک

## ایمنی
بیشتر سامانه‌های اشتراکی شناور فاقد کلاه ایمنی برای مواقع خطر و تصادف هستند. عدم کلاه ایمنی باعث افزایش خطر در هنگام دوچرخه سواری می‌شود. به همین دلیل بسیاری از گردانندهها از کاربران خواسته‌اند که یک کلاه ایمنی برای خود تهیه کنند. خطر دوچرخه سواری بدون کلاه ایمنی باعث کاهش تقاضا می‌شود. حتی اگر گردانندهها کلاه‌های اشتراکی در اختیار شهروندان قرار دهند، استفاده مشترک از کلاه غیر بهداشتی است و با استقبال مردم مواجه نمی‌شود. به نظر می‌رسد به‌کارگیری طرح‌های تشویقی برای استفاده‌کنندگان از کلاه ایمنی بهترین راه برای ترویج آن در میان کاربران باشد.

### توزیع یکنواخت

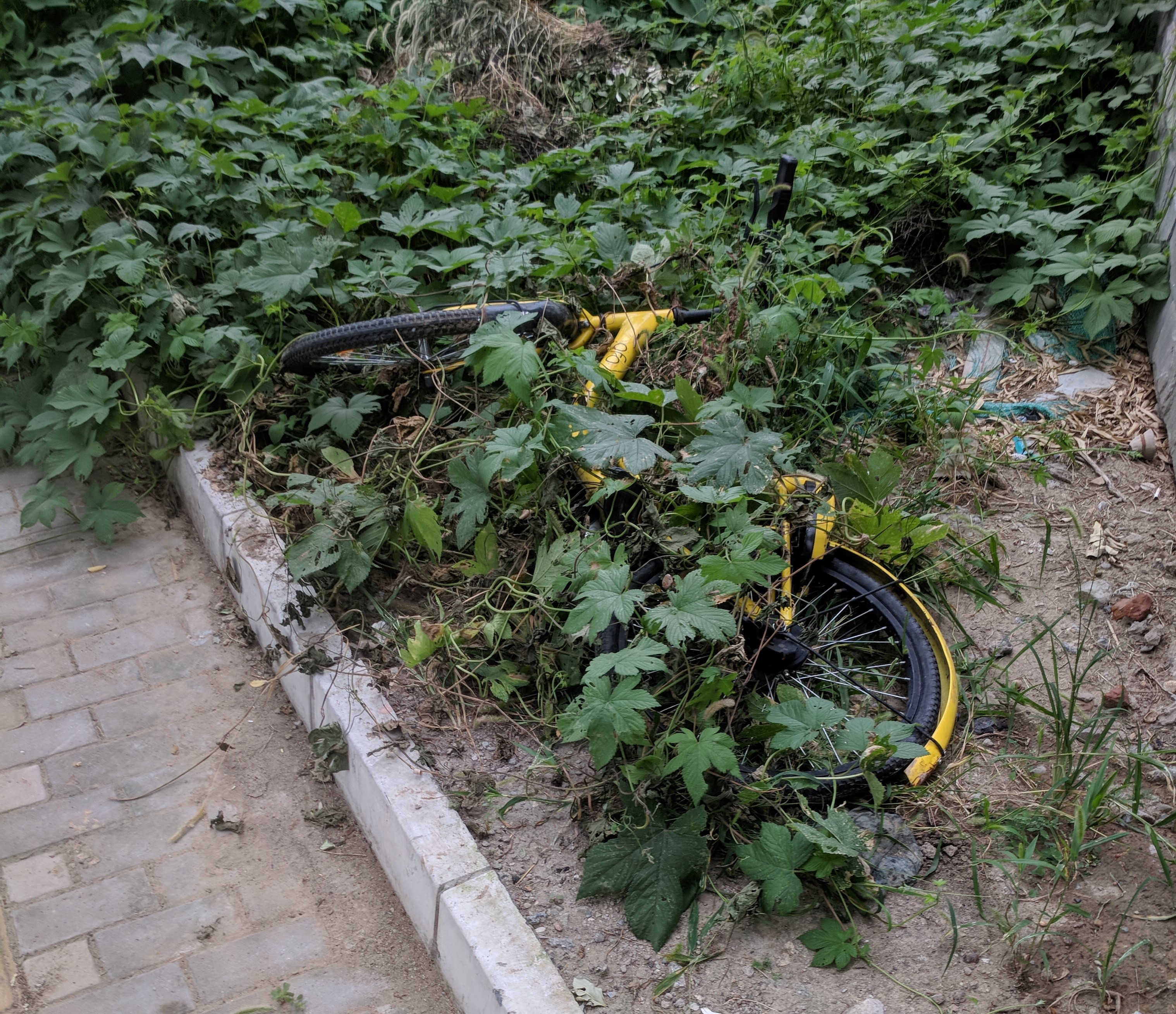
یک دوچرخه اشتراکی رها شده در میان علف‌ها

یکی از مشکلات توزیع درست دوچرخه‌ها بر اساس ظرفیت هر مکان است. زیرا ممکن است در ساعات خاصی در برخی مکان‌ها با ازدحام دوچرخه و در برخی دیگر با کمبود دوچرخه مواجه شویم. شرکت چینی موبیک برای حل این مشکل کاربرانی که جهت توزیع بهتر دوچرخه‌ها در ساعات عدم توازن کمک می‌کنند را با ارائه سفر رایگان تشویق می‌کند. شرکت ابیک کاربرانی که توزیع را نامتوازن می‌کنند را جریمه می‌کند و این گونه سفرها را گرانتر حساب می‌کند.

## تأثیرات بر سلامتی
بنابر یک پژوهش در American Journal of Public Health رشد دوچرخه سواری در ایالات متحده آمریکا باعث نتایج مثبت بسیاری در سلامت اجتماعی مردم شد. در مدت اجرای طرح‌های دوچرخه اشتراکی تنها دو نفر بر اثر تصادف جان خود را از دست داده‌اند و میزان آسیب‌ها در این طرح به نسبت دوچرخه‌های شخصی بسیار کمتر بوده‌است.

## معایب
برخی از منتقدان باور دارند که باید با هزینه گسترش دوچرخه‌های اشتراکی، دیگر سامانه‌های ترابری که طرفدار بیشتری هم دارند را گسترش داد.
- جایگزین‌های خودرو
- وابستگی به خودرو
- تعاونی دوچرخه
- لیست سیستم های اشتراک دوچرخه
- اجاره دوچرخه
- اشتراک خودرو و اشتراک خودرو همتا به همتا
- مصرف مشارکتی
- طرح کلی دوچرخه سواری
- حمل و نقل پایدار
- مشارکت دولتی و خصوصی